# Davorlim
Davorlim (concani: दवर्ली ) é uma vila no distrito de Goa Sul, no estado indiano de Goa.

## Demografia
Segundo o censo de 2001, Davorlim tinha uma população de 10 923 habitantes. Os indivíduos do sexo masculino constituem 52% da população e os do sexo feminino 48%. Davorlim tem uma taxa de literacia de 73%, superior à média nacional de 59,5%: a literacia no sexo masculino é de 78% e no sexo feminino é de 68%. Em Davorlim, 12% da população está abaixo dos 6 anos de idade.